# Voorburg
Voorburg je mesto in nekdanja občina v zahodnem delu province Južna Nizozemska na Nizozemskem. Skupaj z Leidschendamom in Stompwijkom sestavlja občino Leidschendam-Voorburg. Ima približno 39.000 prebivalcev. Velja za najstarejše mesto na Nizozemskem in je leta 1988 praznovalo 2000-letnico obstoja  Vendar se je na Nizozemskem status „mesta“ običajno začel s podelitvijo „mestne listine“ s strani suverenih voditeljev(-ov) in nobena ni tako stara. Zagotovo je bilo ugotovljeno, da se je človeška naselitev pojavila pred dvema tisočletjema, kjer se danes nahaja Voorburg. Leta 2002 sta se mesti Leidschendam in Voorburg združili v novo občino, imenovano "Leidschendam-Voorburg". Nahaja se v bližini mesta Haag in se pogosto šteje za eno od njegovih predmestij.

## Zgodovina
Voorburg, najgosteje naseljeno od treh mest v občini, ima svoje korenine v 2. stoletju, ko je lokalno civilno naselje pridobilo mestne pravice od Rimljanov in je postalo znano kot Forum Hadriani. Bilo je ob Fossa Corbulonis, kanalu, ki povezuje Ren in Meuso, ki ga je leta 47 našega štetja dal zkopati rimski general Corbulo. Ta vodna pot je zdaj znana kot kanal Rijn-Schie (pogosteje imenovan Vliet ) in je še vedno prevladujoča znamenitost današnjega okrožja.
Med znanimi prebivalci Voorburga je tudi avtor in pesnik Constantijn Huygens iz 17. stoletja, ki je dolga leta gradil svojo majhno podeželsko hišo Hofwijck s sosednjimi geometrijsko oblikovanimi vrtovi ob Vlietu. Njegov sin, slavni astronom in matematik Christiaan Huygens, je več let preživel v očetovi podeželski hiši v Voorburgu. Hiša, ki se nahaja ob glavni železniški postaji, zdaj deluje kot muzej.
Filozof Baruch Spinoza je živel v Voorburgu od leta 1663 do 1670. V Voorburgu je Spinoza nadaljeval delo na področju etike in si dopisoval z znanstveniki, filozofi in teologi po vsej Evropi. Napisal in objavil je tudi svojo teološko politično razpravo leta 1670 v obrambo posvetne in ustavne vlade ter v podporo Johanu de Wittu, velikemu nizozemskemu upokojencu, proti mestodržcu, princu Oranskemu. Boga je enačil z naravo.
Do leta 2009 je Voorburg gostil glavno podružnico državnega statističnega inštituta, CBS (Centralna agencija za statistiko), ki zagotavlja večino statističnih podatkov, ki jih uporablja vlada. Tega leta se je CBS preselil nekaj kilometrov proti vzhodu v Leidschenveen, enega od novih objektov okoli mesta Haag.
Do junija 2006 je imelo mesto tri železniške postaje: Voorburg, Voorburg 't Loo in postajo Leidschendam-Voorburg. Zadnja dva sta zdaj del omrežja Randstad Rail. Voorburg je bil nekoč medmestna postaja, saj je bil z železnicami večni dogovor, da se tam ustavlja vsak mimoidoči vlak.